# Косгроув, Миранда
Мира́нда Тэ́йлор Косгро́ув (англ. Miranda Taylor Cosgrove; род. 14 мая 1993, Лос-Анджелес, США) — американская актриса, певица, композитор, актриса дубляжа и филантроп. Карьеру актрисы начала в возрасте трёх лет, когда начала участвовать в съёмках телевизионной рекламы. Дебютировала в фильме «Школа рока» в роли Саммер Хэтуэй. Исполняла небольшие роли, прежде, чем начала сниматься в молодёжном ситкоме «Дрейк и Джош». Несколько лет спустя снялась в другом молодёжном ситкоме «АйКарли», в роли Карли Шей. В 2003 году получала за каждый эпизод 180 тысяч долларов, став самой высокооплачиваемой юной актрисой на американском телевидении. Появилась в клипе «Our Deal» группы «Best Coast» с Хлоей Морец и Шейлин Вудли.
После успеха в сериале «АйКарли», в июне 2008 году был выпущен одноимённый мини-альбом, где она записала четыре песни. Альбом дебютировал на 28 месте «Billboard 200» с синглами «Leave It All to Me» и «Stay My Baby». Позже, в 2010 году был выпущен дебютный альбом «Sparks Fly», который дебютировал на восьмом месте «Billboard 200». Сингл «Kissin U» занял высокие позиции в международных чартах и 54-е место в «Billboard Hot 100». В 2011 году прошли гастроли «Dancing Crazy Tour», в августе тур был досрочно закончен из-за травмы певицы, полученной в результате аварии. До отмены концертов, тур проходил по нескольким городам Северной Америки, в которых было проведено 44 концерта. Летом 2012 года, певица вернулась с мини-туром «Miranda Cosgrove Summer Tour». Во время мини-тура, выступила со старым хитом «Leave it All To Me».

## Биография

### 1993—2006 года: Начало и телевизионная карьера
Миранда родилась 14 мая 1993 года в Лос-Анджелесе, штат Калифорния, в семье среднего класса Тома и Кристен Косгроув. У отца была прачечная в центре города, мать была домохозяйкой. Когда ей было три года, её обнаружил агент в ресторане «Taste of LA», где она танцевала и пела. Агент был восхищён её талантом, привлекая её съёмками в рекламных роликах. Первым опытом на телевидении стали рекламные съёмки для «Burger King» и «McDonald's». В возрасте семи лет она решила, что хочет продолжить профессию актрисы, пробуясь на роли в театрах и телесериалах.
В 2001 году она появилась в пилотном эпизоде сериала «Тайны Смолвиля» в роли Ланы Лэнг. В 2003 году была приглашена на съёмки фильма «Школа рока» с участием Джека Блэка и Джоан Кьюсак. Фильм стал успешным, получил многочисленные положительные отзывы, набрав в 91 % на сайте-агрегаторе рецензий «Rotten Tomatoes». Фильм имел кассовый успех и принёс более 72 миллионов долларов. Косгроув была номинирована на премию «Молодой актёр», по категории «Лучший молодой актёрский состав». В августе 2003 года, после успешного дебюта в фильме, её пригласили для участия в молодёжном ситкоме «Дрейк и Джош», где Косгроув сыграла роль антагониста Меган Паркер. Съёмки последнего сезона закончились в 2007 году.
В 2006 году приняла участие в съёмках фильма «Твои, мои и наши». В 2006 году снялась в фильме «Не уступить Штейнам», который не имел финансового успеха.

### 2007—2012: iCarly и музыкальная карьера
В 2007 году снялась в сериале «АйКарли», в роли Карли Шей. Сериал снят в формате ситкома, имел популярность по всему миру. Песня «Leave It All to Me», спетая Мирандой Косгроув, стала синглом в декабре того же года. Альбом ««iCarly»» был издан в июне 2008 года и дебютировал с 28 позиции «Billboard 200» и «Stay My Baby».
В 2007 году дала интервью «MTV News», где рассказала, что пишет новые песни для своего дебютного альбома, спродюсированный The Matrix и Dr. Luke, с ориентировочной датой выпуска в 2010 году. Приняла участие в фильме «Счастливого Рождества, Дрейк и Джош» и исполнила песню «Christmas Wrapping». В 2010 году выпустила мини-альбом «About You Now». Альбом был хорошо принят критиками, а песни были исполнены на нескольких концертах. Песня «About You Now» дебютировал на позициях 47 и 79 «Billboard Hot 100» и «UK Singles Chart».
Спустя несколько месяцев Косгроув выпустила сингл «Raining Sunshine» для фильма «Облачно, возможны осадки в виде фрикаделек». В октябре 2009 года вышел фильм «Дикий жеребец», снятый в 2006 году. Фильм был показан на телевидении и издан на DVD-дисках. Аудитория Rotten Tomatoes оценила картину на 55 % положительных отзывов.

### 2010—2012: Sparks Fly и туры

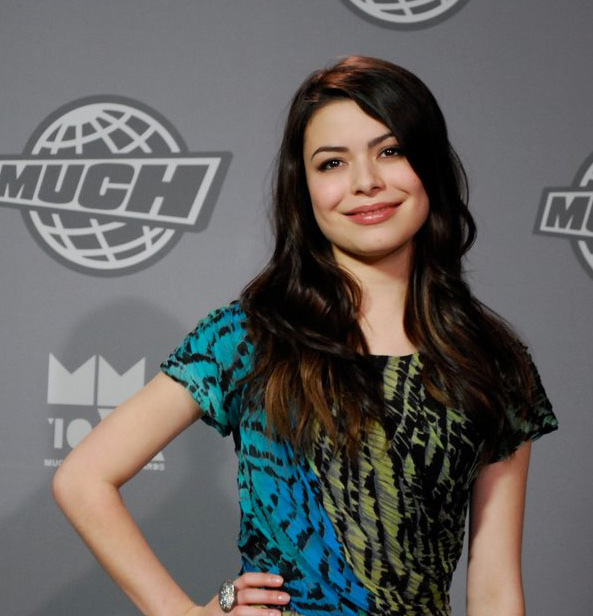
Косгроув в 2010 году на церемонии «iHeartRadio MMVAs».

Телеканал «Nickelodeon» объявил, что название дебютного альбома будет «Sparks Fly», издание альбома ожидалось в апреле 2010 года. Альбом дебютировал на восьмой позиции «Billboard 200» с 38.000 проданными копиями. Первый сингл альбома «Kissin U» дебютировал под номером 54 в американских чартах в Billboard Hot 100. Песня стала хитом в Германии, Австрии, Мексике и ряде других стран. Были запущены рекламные ролики на «BAM» и «Disgusting», достигнув хороших позиций в чартах Северной Америке.
В то же году Косгроув приняла участие в документальном фильме «7 тайн» и появилась в криминальном сериале «Хорошая жена» телевизионной сети CBS. Кроме того, она сняла новогоднее видео для сериала «Биг Тайм Раш», в котором спела песню «All I Want to Christmas Is You» с участием Мэрайя Кэри и рэпером Snoop Dogg. В 2010 году озвучила персонажа Марго из мультфильма «Гадкий Я». В феврале 2010 года подписала контракт с косметической компанией «Neutrogena» и была назначена послом компании. В декабре 2010 года Косгроув выпустила песню «Dancing Crazy». Песня была включена в альбом «High Maintenance», который был издан в марте 2011 года. При участии Rivers Cuomo и Weezer был записан один из треков и дебютировал на 34 позиции «Billboard» 200. Позже гастролировала с туром «Dancing Crazy Tour», но тур был отменён из-за аварии, в котором певица получила травму.
В январе 2012 года был выпущен второй саундтрек к сериалу «iCarly» — «iSoundtrack II», который достиг 157 позиции чарта «Billboard 200». После окончания съёмок сериала Косгроув сообщила:

Мы все приступим к новой работе и начнём новые главы в нашей жизни, мы останемся друзьями навсегда. Нам сказали, что это будет последний сезон, но мы всегда записывали больше эпизодов. Нам нравится делать шоу, нам очень весело, больше мы не хотим продолжать съёмки сериала. Мы считаем, что шоу очень особенное.
— Miranda Cosgrove fala sobre o final de iCarly!
Косгроув была включена в «Книгу рекордов Гиннесса», как самая юная актриса, которая получала 180 тысяч долларов за один эпизод за съёмки в «iCarly». В октябре 2012 года начала учёбу актёрского мастерства в «Университете Южной Калифорнии». В 2012 шоду вернулась на сцену с Miranda Cosgrove Summer Tour. Во время мини-тура, который включал всего четыре выступления на курортах и ярмарках в США и на Багамах, Миранда исполнила свой хит «Leave it All To Me», попурри из кавер-версий хитов и песен со своего EP High Maintenance.

### 2013—2019: деятельность и проекты

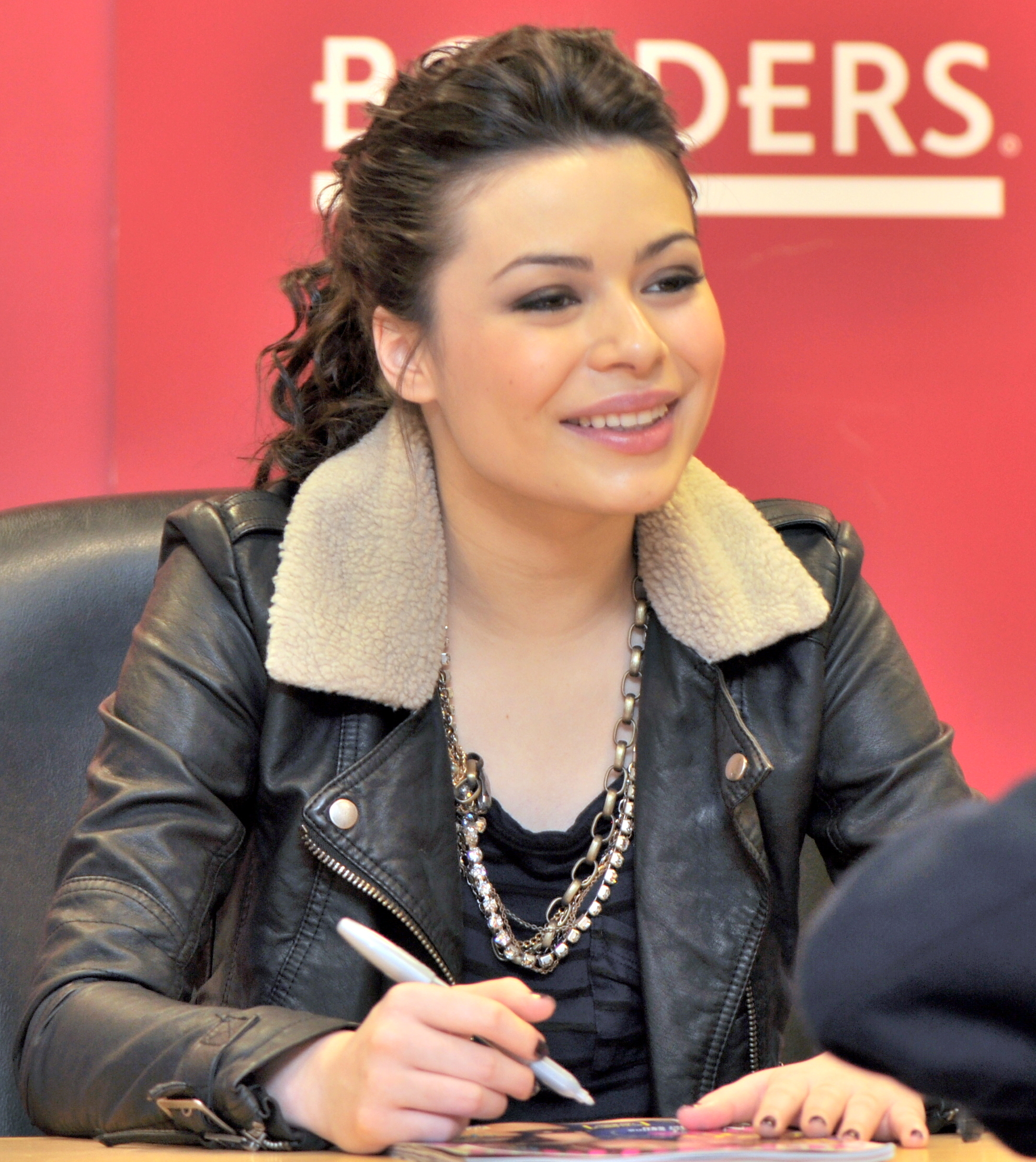
Косгроув в Коламбус Серкл Бордерс в феврале 2011 года

В 2013 году сообщила, что снимается в двух фильмах: «How Could You Do This to Me?», «Liars (A-E)» и озвучит персонажа в анимационном фильме «Гадкий я 2». Записывала свой второй студийный альбом, продюсерами альбома выступили Стивен Рэнделл Джексон и Макс Мартин. В феврале 2013 года было сообщено, что Косгроув снимается в сериале «Girlfriend in a Coma». В 2014 году Косгроув озвучивала анимационный фильм «A Mouse Tale», который был выпущен 10 февраля 2015 года.
В мае 2015 года Косгроув снялась в комедии «Полон дом» телеканала NBC. Косгроув сыграла роль Шеи, доктора по астрофизике, окончившей Массачусетский технологический институт. Сериал стартовал 15 марта 2016 года, но был отменён после первого сезона. В марте 2017 года Косгроув была приглашена на съёмки пилота комедийного сериала «Spaced Out». Тем не менее, сериал не был заказан. В 2017 году снова озвучила роль Марго в анимационном фильме «Гадкий я 3». В 2019 году сыграла роль Лизы Браун в фильме «3022». В 2019 году была ведущей на программе «Mission Unstoppable with Miranda Cosgrove», за который в 2020 году получила две номинации «Дневная премия «Эмми»».
В 2018 году Косгров снялась в видеоклипе DJ Marshmello под названием «Happier» в сотрудничестве с группой Bastille. В 2019 году получила роль Лизы Браун в фильме 3022 и стала ведущей сериала «Миссия неудержима с Мирандой Косгроув» на канале CBS, который получил две номинации на Дневную премию «Эмми» в 2020 году.

### 2020—настоящее время: Возвращение iCarly
В декабре 2020 года было анонсировано, что Косгроув вернётся к роли Карли Шей в продолжении молодёжного ситкома iCarly. Премьера сериала состоялась 17 июня 2021 года на стриминговой платформе Paramount+ и была продлён на третий сезон. 9 апреля 2022 года вместе с Робом Гронковски стала ведущей церемонии вручения премии Kids' Choice Awards 2022, где она получила награду в категории «Любимая телезвезда женского пола», что стало её второй победой на «Kids' Choice Awards». Она также была включена в список «30 Under 30» журнала «Forbes» в 2022 году.
Косгроув озвучила персонажа по имени Марго в фильме Гадкий я 4, который вышел в июле 2024 года. Кроме того, снялась в главной роли с Брук Шилдс в фильме Мать невесты от Netflix.

## Филантропия
Косгроув постоянно жертвует деньги в St. Jude Children's Research Hospital, расположенный в городе Мемфис, штат Теннесси. Она также посещает другие больницы и считает музыкальное образование одной из своих любимых благотворительных организаций. Косгроув является национальным представителем организации «Light the Night Walk». Организация пропагандирует информацию о раке и лейкемии.
Она также участвует в кампаниях против травли и интернет-травли. Участвует в «The Big Help», которая поощряет молодых людей сохранять окружающую среду и вести здоровый образ жизни. За свои благотворительные действия Косгроув получила награду «Лучшая модель человека в эпоху цифровых технологий» в апреле 2011 года.

## Личная жизнь
Косгроув боролась с образом тела, что вылилось в неуверенность в себе в детстве. Прежде, чем стать актрисой, Косгроув хотела быть ветеринаром.
Косгроув единственный ребёнок, и она училась на домашнем обучении с шестого класса. В 2011 году она была принята в Нью-Йоркский университет и Университет Южной Калифорнии (USC). В конце концов, она начала посещать USC осенью 2012 года, чтобы иметь возможность продолжать сниматься и оставаться рядом с семьёй. Изначально она специализировалась на кино, но позже переключилась на психологию.
С 2008 по 2010 год встречалась с актёром Джеймсом Маслоу.

## Фильмография
| Год       |   | Русское название                    | Оригинальное название               | Роль             |
| --------- | - | ----------------------------------- | ----------------------------------- | ---------------- |
| 2001—2005 | с | Основа для Жизни                    | Grounded for Life                   | Джессика         |
| 2002—2006 | с | Что Новенького, Скуби Ду?           | What's New, Scooby-Doo?             | Миранда Райт     |
| 2003      | ф | Школа рока                          | School of Rock                      | Саммер Хэтуэй    |
| 2004—2007 | с | Дрейк и Джош                        | Drake & Josh                        | Меган Паркер     |
| 2004—2007 | с | Нетакая                             | Unfabulous                          | Космина          |
| 2005—2008 | с | Зоуи 101                            | Zoey 101                            | Пэйдж Говард     |
| 2005      | ф | Твои, мои и наши                    | Yours, Mine & Ours                  | Джони Норт       |
| 2006      | ф | Не уступить Штейнам                 | Keeping Up with the Steins          | Карен Сассман    |
| 2006      | ф | Дрейк и Джош в Голливуде            | Drake and Josh Go Hollywood         | Меган Паркер     |
| 2006      | ф | Король Слон                         | Khan Suay                           | Кон Суай         |
| 2007—2008 | с | Просто Джордан                      | Just Jordan                         | Линдси Чендлер   |
| 2007—2009 | с | Голые Братья                        | The Naked Brothers Band             | Миранда          |
| 2007—2013 | с | АйКарли                             | iCarly                              | Карли Шэй        |
| 2008      | ф | Счастливого Рождества, Дрейк и Джош | Merry Christmas, Drake & Josh       | Меган Паркер     |
| 2009      | ф | Дикий Жеребец                       | The Wild Stallion                   | Ханна            |
| 2009—2016 | с | Хорошая жена                        | The Good Wife                       | Слоун Барчфилд   |
| 2010      | ф | Гадкий я                            | Despicable Me                       | Марго, озвучка   |
| 2009—2013 | с | Биг Тайм Раш                        | Big Time Rush                       | играет саму себя |
| 2013      | ф | Гадкий я 2                          | Despicable Me 2                     | Марго, озвучка   |
| 2013      | ф | Приключения Мышонка                 | Rodencia y el Diente de la Princesa | Саманта, озвучка |
| 2013—2023 | с | Голдберги                           | The Goldbergs                       | Элана Рэйд       |
| 2013      | ф | Обучение Вождению                   | Training Wheels                     | Мэрдж, озвучка   |
| 2015      | ф | Посторонний                         | The Intruders                       | Роуз Хэлшфорд    |
| 2016—2016 | с | Полон дом                           | Crowded                             | Шеа Мур          |
| 2017      | ф | Гадкий я 3                          | Despicable Me 3                     | Марго, озвучка   |
| 2017      | ф |                                     | Spaced Out                          | Casey            |
| 2019      | ф | 3022                                | 3022                                | Лиза Браун       |
| 2021      | ф | Северный Голливуд                   | North Hollywood                     | Рэйчел           |
| 2021—2023 | с | Возвращение АйКарли                 | iCarly Revival                      | Карли Шэй        |
| 2024      | ф | Гадкий я 4                          | Despicable Me 4                     | Марго, озвучка   |

## Дискография

### Студийные альбомы
- Sparks Fly (2010)

### Extended plays
- About You Now (EP)
- High Maintenance (EP)

## Концертные туры
- Dancing Crazy Tour[англ.] (2011)
- Miranda Cosgrove Summer Tour[англ.] (2012)

## Награды и номинации
Косгроув выиграла две премии «Young Artist Award» и одну «Kids Choice Award», а также получил ряд номинаций от двух премий. Имела различные награды в знак признания её общественного имиджа. В издании «Книги рекордов Гиннесса» за 2012 год, Косгроув была названа самой высокооплачиваемой юной актрисой за съёмки в «iCarly».